# لانا مدور
لانا مدوّر، مدونة ومعدة ومقدمة برامج لبنانية، تعمل في قناة الميادين، من مواليد 8 مارس 1986 في جزين جنوب لبنان.
الديانة:مسيحية
متزوجة من الدكتور مارك-أنطوان زبّال، منسق عام قطاع الانتشار في التيار الوطني الحر.

## السيرة الذاتية
تلقت الدراسة الثانوية في ثانوية جزين الرسمية شعبة الاقتصاد والاجتماع، وحصلت فيها على البكالوريا بميزة حسن، وتلقت الدراسة الجامعية في كلية الاعلام ببيروت الفنار. كانت بداية عملها الإعلامي من خلال إذاعة صوت الغد كمحررة ومذيعة أخبار في عام 2006، ثم عملت في إذاعة صوت المدى من خلال تقديم البرنامج اليومي المشهور «صباح المدى» الذي قدّمته لعامين.
في عام 2008، خضعت لدورة تدريبية في قناة الجزيرة وحلت في المرتبة الأولى فيها، مما فتح لها الكثير من الأبواب.

### في قناة الميادين
في عام 2012، تقدمت للعمل في قناة الميادين وتم قبولها، وهنا كانت بدايتها في الاحتراف الاعلامي، حيث أصبحت مذيعة رئيسية فيها، وكمحاورة عبر برنامج «حوار الساعة»، كما قامت بتقديم برنامج «خلف الجدار» الذي يدور حول القضية الفلسطينية، وهو البرنامج الذي يتناسب وشخصيتها وأفكارها، كونها تعتبر القضية الفلسطينية قضيتها الأولى، وتحلم بتحرير فلسطين.
في شباط 2019، انطلق برنامج جديد يحمل اسم «المشهدية» على شاشة الميادين، وقد تولت لانا مدور إعداده تقديمه وما زالت.
وخلال عملها في القناة أجرت عددا من اللقاءات الهامة مع عدد من الشخصيات المؤثرة المحلية والدولية مثل:
- جبران باسيل، وزير خارجية لبنان السابق.[8]
- فيصل المقداد، نائب وزير الخارجية السوري.[9]
- جون بيركنز، عالم اقتصاد وكاتب وناشط سياسي وعالم بيئة أمريكي.[10]
- محمد جواد ظريف، وزير الشؤون الخارجية والممثل الدائم السابق لجمهورية إيران الإسلامية لدى الأمم المتحدة.[11]
- شون علي ستون، ممثل ومخرج منتج أفلام ومصور سينمائي كاتب سيناريو أمريكي.[12]
- دريد لحّام، فنان سوري.[13]

### المدونة
تمتلك أيضا مدونة على الإنترنت اسمها خطى لانا حيث توثق رحلاتها السياحية.